# Tom Heinemann
Tom Heinemann (St. Louis, 23 aprile 1987) è un allenatore di calcio ed ex calciatore statunitense, di ruolo attaccante, collaboratore tecnico del Chicago Fire.

## Carriera
Heinemann ottiene il primo contratto da professionista con il Charleston Battery, con i quali esordisce in USL l'11 aprile 2009 contro il Vancouver Whitecaps, mentre il 7 giugno segna la prima rete da professionista contro gli Austin Aztex.
Nel 2010 passa al Carolina RailHawks con i quali lotta per la conquista del titolo, perso in finale contro il Puerto Rico Islanders; a livello personale riceve il titolo di MVP della partita.

### Columbus Crew e l'esordio in MLS
Il 6 gennaio 2011 passa in Major League Soccer, alla corte del Columbus Crew.
Il 19 marzo esordisce nella massima lega americana giocando l'ultima mezz'ora di gioco contro il D.C. United.
Il 27 giugno segna la prima rete in MLS contro il Colorado Rapids.
Il 23 gennaio 2013, rimasto svincolato, si accasa ai Vancouver Whitecaps.
Il 1º settembre segna la prima ed unica rete con i canadesi in campionato, contro il Chivas USA. 
A fine stagione non gli viene rinnovato il contratto.
Il 2 febbraio 2014 passa all'Ottawa Fury, squadra militante nel campionato NASL.
Il 14 dicembre 2015 passa al Tampa Bay.

### San Francisco Deltas
Il 6 febbraio 2017 passa al San Francisco Deltas. Durante la prima stagione colleziona 31 presenze e dieci reti, conquistando il titolo.
Il 5 dicembre 2017 passa al FC Cincinnati. Il 31 gennaio 2018, a causa dei test fisici negativi, viene svincolato dalla società.
Il 29 marzo 2018 firma per il Penn FC e l’8 aprile successivo realizza la prima rete stagionale nel match contro gli Atlanta United 2 terminato 1 a 1.

### Allenatore
Dopo essere stato vice allenatore del Belmont Bruins dal 2019 al 2021, nel febbraio 2022 viene nominato CT degli Stati Uniti U-15 per rimanervi in carica fino ad inizio 2025.
L'8 gennaio 2025 viene ingaggiato come collaboratore tecnico di Gregg Berhalter, allenatore del Chicago Fire.

## Statistiche

### Presenze e reti nei club
Statistiche aggiornate al 4 dicembre 2018.
| Stagione                   | Squadra                    | Campionato                 | Campionato | Campionato | Coppe nazionali | Coppe nazionali | Coppe nazionali | Coppe continentali | Coppe continentali | Coppe continentali | Altre coppe | Altre coppe | Altre coppe | Totale | Totale |
| Stagione                   | Squadra                    | Comp                       | Pres       | Reti       | Comp            | Pres            | Reti            | Comp               | Pres               | Reti               | Comp        | Pres        | Reti        | Pres   | Reti   |
| -------------------------- | -------------------------- | -------------------------- | ---------- | ---------- | --------------- | --------------- | --------------- | ------------------ | ------------------ | ------------------ | ----------- | ----------- | ----------- | ------ | ------ |
| 2006                       | St.Louis Lions             | PDL                        | -          | -          |                 | -               | -               |                    | -                  | -                  |             | -           | -           | -      | -      |
| 2007                       | St.Louis Lions             | PDL                        | -          | -          |                 | -               | -               |                    | -                  | -                  |             | -           | -           | -      | -      |
| 2008                       | St.Louis Lions             | PDL                        | -          | -          |                 | -               | -               |                    | -                  | -                  |             | -           | -           | 36     | 35     |
| Totale St. Louis Lions     | Totale St. Louis Lions     | Totale St. Louis Lions     | 36         | 35         |                 | -               | -               |                    | -                  | -                  |             | -           | -           | 36     | 35     |
| 2009                       | Charleston Battery         | USL                        | 19         | 1          |                 | -               | -               |                    | -                  | -                  |             | -           | -           | 19     | 1      |
| 2010                       | Charleston Battery         | USL                        | 20         | 8          | USOC            | 4               | 0               |                    | -                  | -                  |             | -           | -           | 23     | 8      |
| Totale Charlestone Battery | Totale Charlestone Battery | Totale Charlestone Battery | 39         | 9          |                 | 4               | 0               |                    | -                  | -                  |             | -           | -           | 43     | 10     |
| 2010                       | Carolina RailHawks         | NASL                       | 6          | 2          |                 | -               | -               |                    | -                  | -                  |             | -           | -           | 6      | 2      |
| 2011                       | Carolina RailHawks         | NASL                       | 6          | 4          |                 | -               | -               |                    | -                  | -                  |             | -           | -           | 6      | 4      |
| Totale Carolina RailHawks  | Totale Carolina RailHawks  | Totale Carolina RailHawks  | 12         | 6          |                 | -               | -               |                    | -                  | -                  |             | -           | -           | 12     | 6      |
| 2011                       | Columbus Crew              | MLS                        | 29         | 3          | USOC            | 1               | 0               | CCL                | 0                  | 0                  |             | -           | -           | 30     | 3      |
| 2012                       | Columbus Crew              | MLS                        | 1          | 0          | USOC            | -               | -               |                    | -                  | -                  |             | -           | -           | 30     | 3      |
| Totale Columbus Crew       | Totale Columbus Crew       | Totale Columbus Crew       | 30         | 3          |                 | 1               | 0               |                    | 0                  | 0                  |             | -           | -           | 31     | 3      |
| 2013                       | Vancouver Whitecaps        | MLS                        | 14         | 1          | CC              | 2               | 1               |                    | -                  | -                  |             | -           | -           | 16     | 2      |
| 2014                       | Ottawa Fury                | NASL                       | 7          | 1          |                 | -               | -               |                    | -                  | -                  |             | -           | -           | 7      | 1      |
| 2015                       | Ottawa Fury                | NASL                       | 26         | 8          | CC              | 2               | 0               |                    | -                  | -                  |             | -           | -           | 28     | 8      |
| Totale Ottawa Fury         | Totale Ottawa Fury         | Totale Ottawa Fury         | 33         | 9          |                 | 2               | 0               |                    | -                  | -                  |             | -           | -           | 35     | 9      |
| 2016                       | Tampa Bay Rowdies          | NASL                       | 25         | 4          | USOC            | 1               | 0               |                    | -                  | -                  |             | -           | -           | 26     | 4      |
| 2017                       | San Francisco Deltas       | NASL                       | 31         | 10         | USOC            | 2               | 1               |                    | -                  | -                  |             | -           | -           | 33     | 11     |
| 2018                       | Penn FC                    | USL                        | 12         | 3          | USOC            | -               | -               |                    | -                  | -                  |             | -           | -           | 12     | 3      |
| Totale carriera            | Totale carriera            | Totale carriera            | 214        | 76         |                 | 12              | 2               |                    | 0                  | 0                  |             | -           | -           | 225    | 78     |

## Palmarès

### Competizioni nazionali
- USL Second Division: 1

Charleston Battery: 2010
- Campionato NASL II: 1

San Francisco Deltas: 2017